# Шадмани, Али
Али Шадмани (перс. علی شادمانی‎; ? — 17 июня 2025) — иранский военачальник, генерал-майор, занимал ряд высокопоставленных должностей в Корпусе стражей Исламской революции (КСИР), в том числе командующего Центральным штабом «Хатам аль-Анбия».

## Военная карьера
Шадмани занимал несколько высокопоставленных должностей в Корпусе стражей Исламской революции (КСИР) Ирана. Он служил заместителем координатора Центрального штаба «Хатам аль-Анбия», где курировал оперативное планирование и координацию действий между различными военными подразделениями. Центральный штаб «Хатам аль-Анбия» отвечает за формирование оборонной стратегии Ирана и взаимодействие между регулярной армией (Артиш) и КСИР в условиях национальных кризисов и военного времени.
После убийства в июле 2024 года политического лидера ХАМАСа Исмаила Хании, Шадмани пообещал, что Иран нанесёт «жестокую месть» Израилю. Он обвинил «сионистский преступный режим» в нарушении красных линий и заявил о грядущем решительном ответе.
13 июня 2025 года, после израильских авиаударов, в результате которых погибли несколько высокопоставленных иранских командиров, включая генерал-майора Голяма-Али Рашида (возглавлявшего штаб с 2016 года), Верховный лидер Ирана Али Хаменеи назначил Шадмани новым командующим штаба «Хатам аль-Анбия». Это назначение состоялось на фоне обостряющегося военного конфликта между Ираном и Израилем. Шадмани заявил, что вооружённые силы Ирана продолжат свои действия «в более широком и разрушительном масштабе», пока, как он выразился, «преступный и агрессивный сионистский враг» не раскается в содеянном.

## Санкции
В октябре 2024 года Шадмани был включён в санкционный список Европейского союза, когда он занимал должность заместителя координатора Центрального штаба «Хатам аль-Анбия» КСИР. Санкции были введены в связи с поставками Ираном ракет и беспилотников России. В рамках ограничений Шадмани был подвергнут заморозке активов, запрету на въезд в страны ЕС и запрету на получение любых финансовых или экономических ресурсов от структур, связанных с ЕС. 13 июня 2025 года, после гибели Голям-Али Рашида, был назначен начальником штаба.

## Гибель
Погиб 17 июня 2025 года в результате израильского авиаудара в Тегеране.